# Branson (Missouri)
Branson je město v jižní části amerického státu Missouri, ležící v oblasti Ozark Plateau na řece White River, poblíž hranice se státem Arkansas. Podle odhadu z roku 2014 v něm žije 11 340 obyvatel. Město leží na dálnicích US Route 65 a Missouri Route 76, od roku 2009 má vlastní letiště.
Město je pojmenováno podle prvního osadníka Reubena Bransona, který zde roku 1882 otevřel obchod a poštu. Nárůst osídlení souvisel s výstavbou přehrady Taneycomo s vodní elektrárnou a roku 1912 byl Branson povýšen na město. Je známý díky masové turistice, orientované především na rodiny s dětmi a na seniory. Atrakcí je nedaleká jeskyně Marvel Cave a westernové městečko Silver Dollar City. Od šedesátých let 20. století rostly v centru Bransonu zábavní podniky, které daly městu přezdívku Las Vegas of the Ozarks. Nachází se zde největší muzeum hraček na světě, muzeum voskových figurín, replika Titanicu, akvapark, návštěvníci se mohou projet historickou železnicí nebo obojživelným vozidlem, případně navštívit některé z četných vinařství v okolí, nabízejících prohlídku s degustací. Ve městě funguje okolo padesáti divadelních budov, které pojmou naráz víc diváků než celá Broadway. Své živé show zde měli Andy Williams, Dolly Partonová, Tennessee Ernie Ford, Waylon Jennings a další umělci.
Město bylo vážně poničeno tornádem, k němuž došlo na přestupný den 29. února 2012.
Harold Bell Wright popsal život v Bransonu a okolí na přelomu 19. a 20. století v románu The Shepherd of the Hills, který byl v roce 1941 zfilmován s Johnem Waynem v hlavní roli. V Bransonu se odehrává část dílů seriálu Simpsonovi nazvaných Bart na cestě a Stařec a hoře, obsahujících ironické narážky na skutečnost, že ve zdejších show vystupují zpravidla umělci, kteří již mají zenit popularity za sebou.